# Stanley G. Payne
Stanley George Payne (ur. 1934 w Denton) – amerykański historyk, emerytowany profesor University of Wisconsin-Madison.
Payne jest badaczem dziejów Hiszpanii Franco. 

## Publikacje
- Falange: A History of Spanish Fascism, 1961
- Politics and the Military in Modern Spain, 1967
- Franco's Spain, 1967
- The Spanish Revolution, 1970
- A History of Spain and Portugal, 1973
- Basque Nationalism, 1975
- La revolución y la guerra civil española, 1976
- Fascism: Comparison and Definition, 1980
- Spanish Catholicism: An Historical Overview, 1984
- The Franco Regime 1936-1975, 1988
- Franco: El perfil de la historia, 1992
- Spain's First Democracy: The Second Republic, 1931-1936, 1993
- A History of Fascism 1914-1945, 1996
- El primer franquismo, 1939-1959: Los años de la autarquía, 1998
- Fascism in Spain 1923-1977, 2000
- The Spanish Civil War, the Soviet Union, and Communism 1931-1939, 2004
- The Collapse of the Spanish Republic, 1933-1936, 2006
- Franco and Hitler: Spain, Germany, and World War II, 2008
- Spain: A Unique History, 2011